# توزاوا، یاماگاتا
توزاوا، یاماگاتا (به لاتین: Tozawa, Yamagata) یک منطقهٔ مسکونی در ژاپن است که در استان یاماگاتا واقع شده‌است. توزاوا ۲۶۱٫۳۱ کیلومترمربع مساحت و ۴٬۷۴۱ نفر جمعیت دارد.